# Oxydactylus

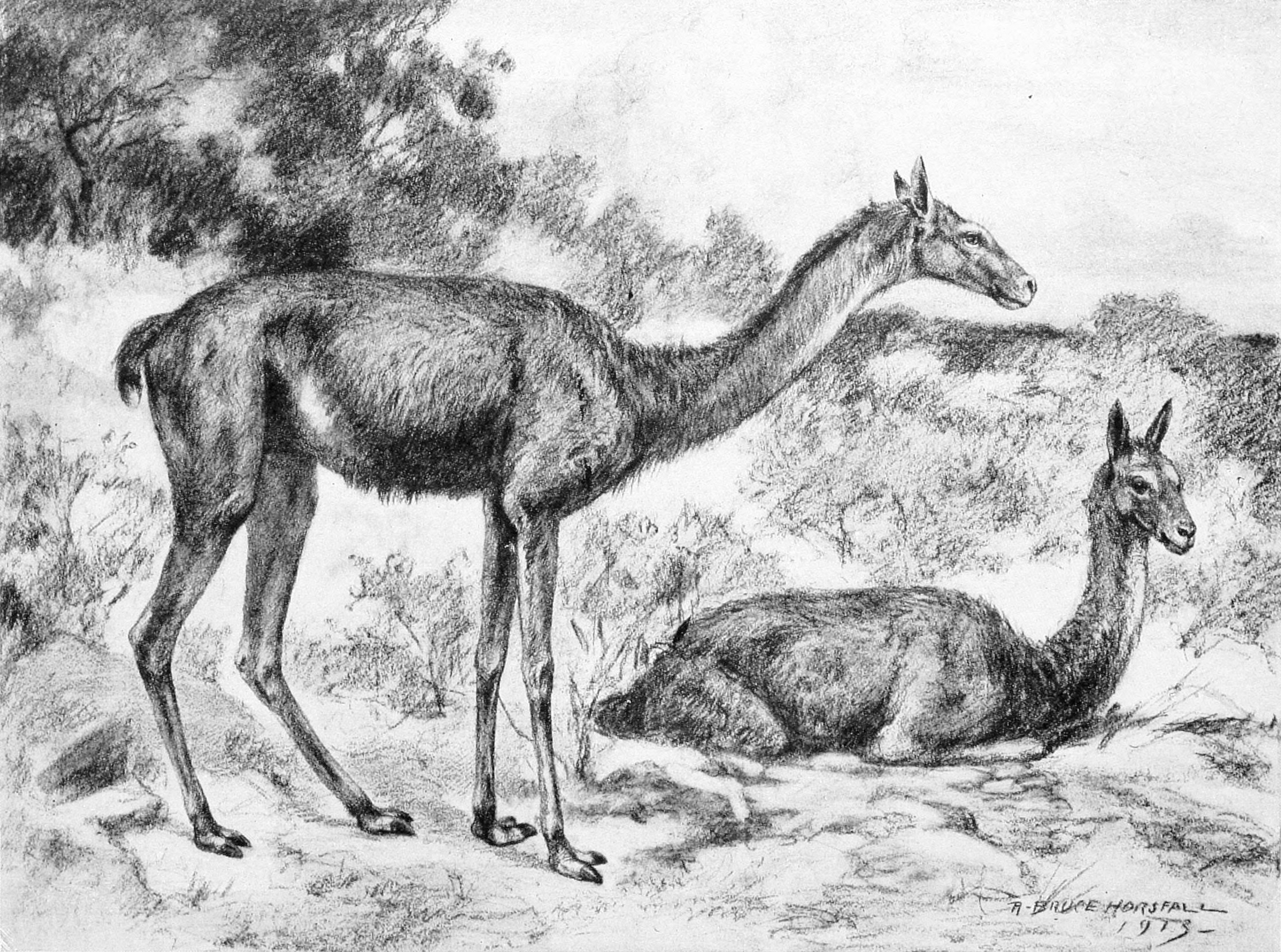
Реконструкция Oxydactylus longipes

Oxydactylus (лат.) — вымерший род семейства верблюдовых (Camelidae), обитавших в Северной Америке с олигоцена до середины миоцена (30,8—13,6 млн лет) и просуществовавших в течение примерно 17,2 миллионов лет. Его название происходит от греческого οξύς, «острый» и δάκτυλος, «палец».

## Описание
У них были очень длинные ноги и шеи. Видимо, это адаптация к питанию листьями из верхнего яруса, как у современных жирафов. В отличие от современных верблюдовых, у них были копыта, а не мозолистые подушки.
Четыре образцы были исследованы M. Mendoza, C. M. Janis, and P. Palmqvist для расчёта массы тела. Полученные значения уложились в диапазон от 115,9 до 183,3 кг.

## Таксономия
Oxydactylus были описаны Петерсоном в 1904 году. Был отнесён к семейству Camelidae Петерсоном (1904) и Кэрроллом (1988). Типовой вид Oxydactylus longipes.

## Виды
- Oxydactylus lacota
- Oxydactylus longipes
- Oxydactylus longirostris
- Oxydactylus wyomingensis